# Десантные катера типа LCU-X
Десантные катера типа LCU-X (или LCU (R) разрабатываются с 1999 года для замены десантных катеров типа LCU-1610.
Катера LCU (R) смогут находиться в море в течение 10 дней, а дальность плавания увеличиться до 1000 морских миль. По сравнению с катерами серии LCU-1600 на десантных катерах LCU (R) повысится уровень автоматизации большинства систем, что уменьшит численность экипажа и эксплуатационные расходы
Военно-морской бюджет 2002/2003 гг. планирует заключение контракта на постройку 35 катеров LCU (R) (планируется производить по 5 катеров в год в течение 7 лет, начиная с 2005 г.).
Катера проекта LCU (R) должны перевозить за рейс до 3 танков «Абрамс» M1A1.